# Горы Бисмарка

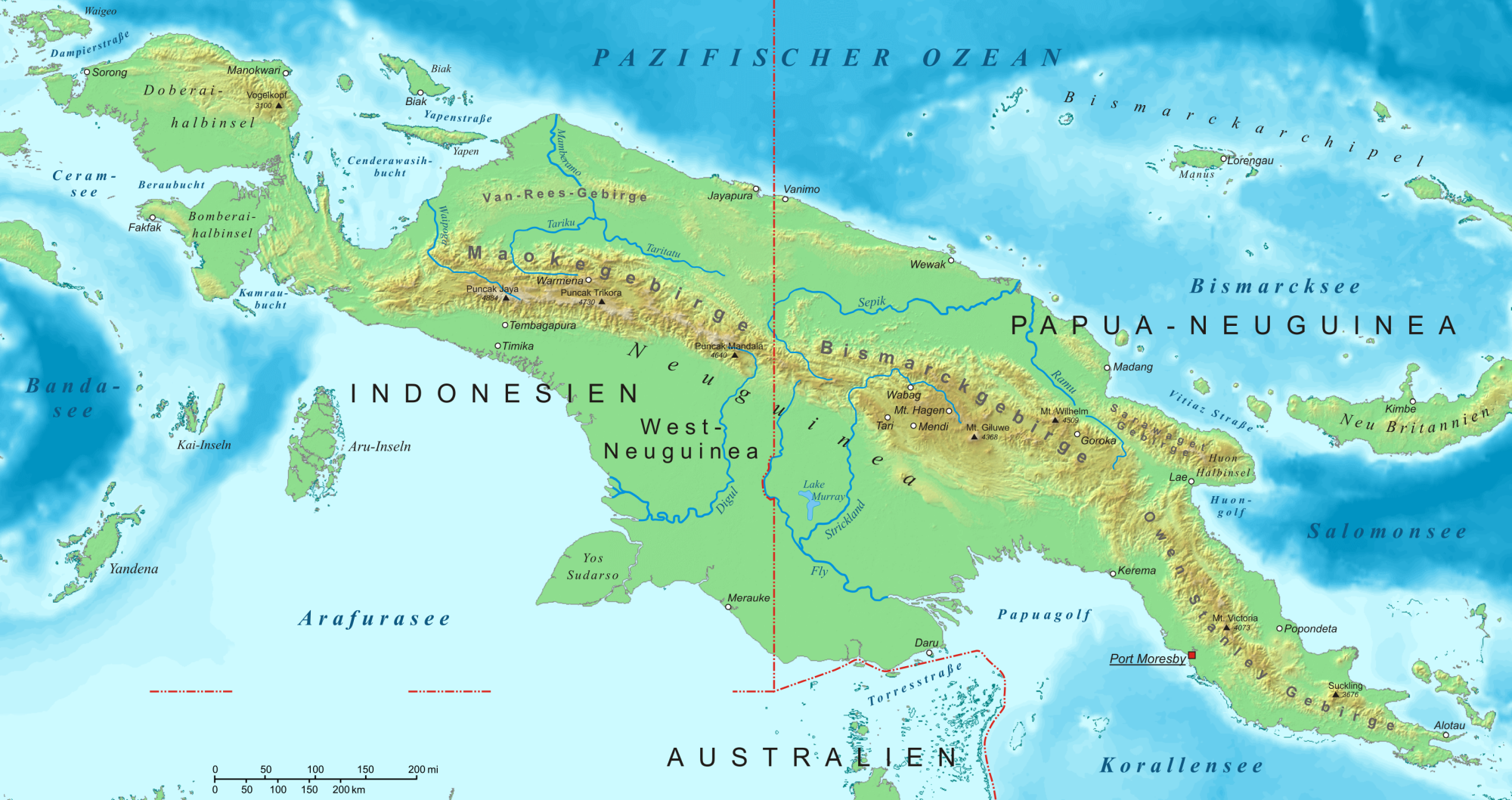
Горы Бисмарка в восточной части.

Горы Бисмарка — горная цепь в центральной части острова Новая Гвинея на территории Папуа — Новая Гвинея. Названа в честь немецкого канцлера Отто фон Бисмарка.
Высшая точка гор Бисмарка — гора Вильгельм (4509 м). Ландшафт высокогорный. На высоте примерно 3400 м — условия тундры, несмотря на расположение в тропическом поясе. В горах берёт своё начало река Раму.